# Prêmio Majorana
O prêmio Majorana (em inglês:  Majorana Prize) é concedido anualmente pelo Electronic Journal of Theoretical Physics (EJTP) por contribuições de destaque em física teórica. É assim denominado em memória do físico italiano Ettore Majorana. Por ocasião das comemorações dos 100 anos de seu nascimento em 2006, o prêmio foi estabelecido em memória do físico siciliano.

## Laureados
- 2006
  - Erasmo Recami
  - George Sudarshan
  - Jason Zimba
  - Gordon W. Semenoff e Pasquale Sodano
- 2007
  - Lee Smolin
  - Eliano Pessa
  - Marcello Cini
- 2008
  - Geoffrey Chew
  - Hagen Kleinert
  - S. Esposito e G. Salesi
  - Giuseppe Vitiello
  - N. I. Farahat e W. I. Eshraim
- 2009
  - Mario Rasetti
  - J. P. Singh
- 2010
  - Nathaniel David Mermin
  - Igor Georgievitsch Tuluzov e Sergiy Melnyk
  - Robert Carroll
- 2012
  - Basil Hiley
  - Yasuhito Kaminaga